# Marc Silvestri

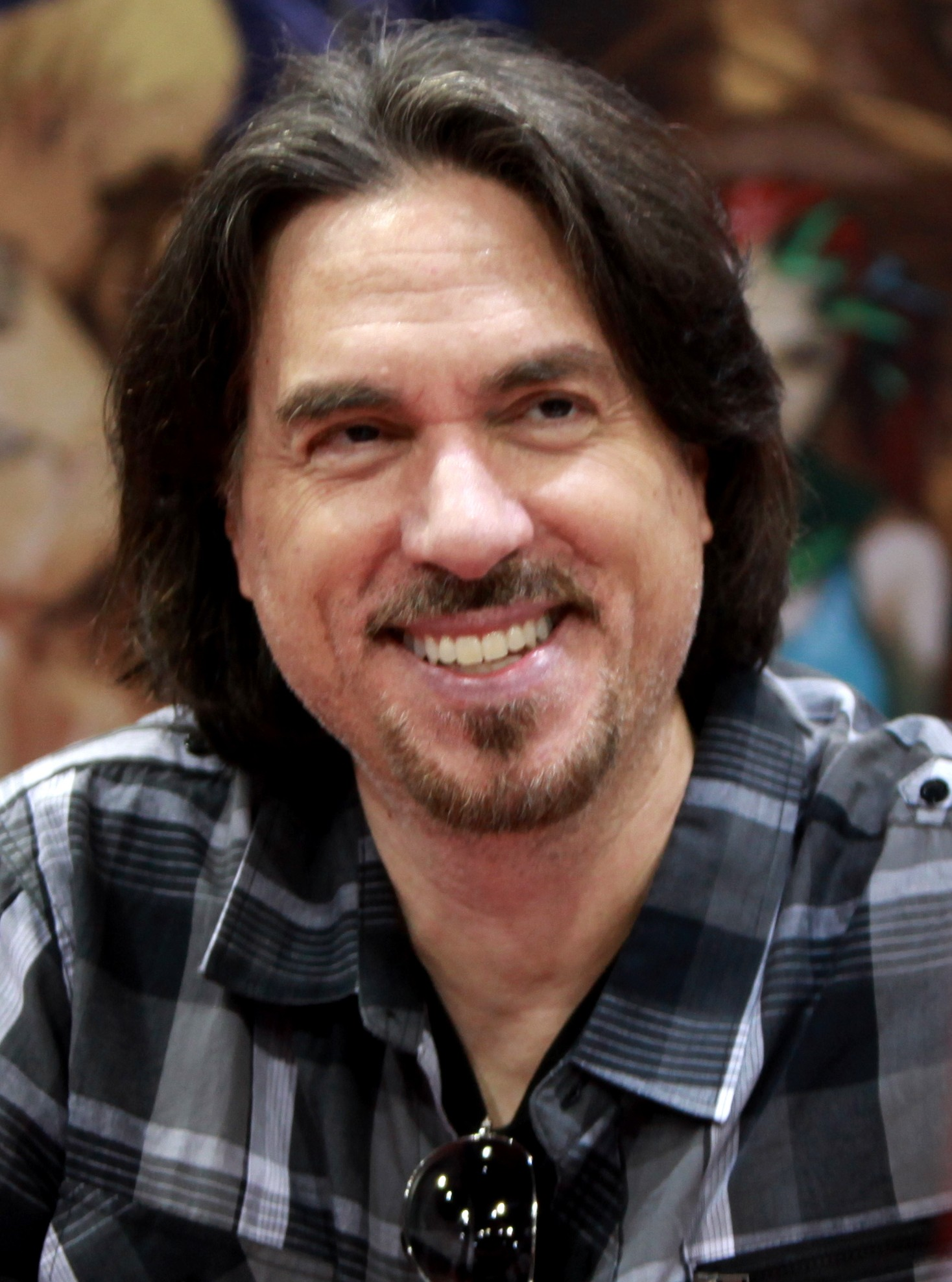
Marc Silvestri 2014

Marc Silvestri (* 3. März 1958 in Palm Beach, Florida) ist ein US-amerikanischer Comiczeichner und -verleger. Seine Karriere begann bei Marvel Comics, wo er als Zeichner der Serie Uncanny X-Men von 1987 bis 1990 berühmt wurde. Danach zeichnete er für zwei Jahre den X-Men Nebentitel Wolverine.
1992 verließ Silvestri mit sechs anderen Zeichnern – Jim Lee, Whilce Portacio, Rob Liefeld, Erik Larsen, Todd McFarlane und Jim Valentino – Marvel und gründete Image Comics. Silvestris Studio Top Cow Comics ist eines der Image-Gründungsstudios, und neben Todd McFarlanes McFarlane Productions das einzige, das noch bei Image ist. Silvestri schuf für Top Cow die Titel Cyberforce, Weapon Zero, Witchblade und The Darkness. Später konzentrierte er sich auf verlegerische Tätigkeiten und zeichnete nur noch wenig. 1997 verließ er mit Top Cow kurzfristig Image, kehrte aber bald darauf zurück.
2004 zeichnete Silvestri erstmals wieder für Marvel und schuf mit Autor Grant Morrison eine fünfteilige X-Men Geschichte.